# Drosophilina
Drosophilina Rondani, 1856, è un grande gruppo di insetti dell'ordine dei Ditteri, inquadrato al rango di sottotribù nell'ambito della tribù dei Drosophilini (Brachycera: Drosophilidae), di cui comprende la quasi totalità delle specie. 

## Descrizione
Il carattere differenziale considerato apomorfico da Grimaldi (1990) è rappresentato dalla presenza di una serie di sensilli a forma di brevi e robusti denti, fortemente sclerificati, conici e ingrossati, allineati lungo i margini dell'ovopositore. Questo carattere è stato tuttavia secondariamente perso in diversi generi della sottotribù.

## Sistematica
Questo taxon è stato definito da Grimaldi (1990) con la revisione della classificazione interna dei Drosophilidae, che fino ad allora contemplava come ranghi intermedi fra quello di famiglia e di genere, solo la sottofamiglia e la tribù. Grimaldi ha suddiviso la tribù dei Drosophilini in due sottotribù: i Colocasiomyina, comprendenti poche decine di specie, e i Drosophilina, comprendente allo stato attuale circa 3090 specie, ovvero quasi tre quarti dell'intera famiglia. Nei Drosophilina, Grimaldi fa confluire quattro delle cinque tribù in cui Okada (1989) aveva suddiviso i Drosophilinae (Drosophilini sensu Okada, Microdrosophilini, Hypselothyrini, Dettopsomyini ) e alcuni generi incertae sedis.
La paternità del nome è dubbia a causa di un'ambiguità nell'uso dei suffissi in letteratura: Grimaldi presenta la sottotribù dei Drosophilina non come nuovo gruppo sistematico, bensì come taxon revisionato (Substribe Drosophilina, Revised Status Drosophilini Rondani, 1856). Il nome Drosophilini Rondani, 1856, sarebbe pertanto sinonimizzato da Grimaldi in Drosophilina Rondani, 1856, in ottemperanza al comma 2 dell'articolo 29 del Codice Internazionale di Nomenclatura Zoologica, che raccomanda l'uso dei suffissi -INI per le tribù e -INA per le sottotribù. Il TaxoDros attribuisce la paternità della sottotribù Drosophilina a Grimaldi e la paternità della tribù Drosophilini a Osaka, mentre cita Rondani come autore esclusivamente per il nome Drosophilina, con cui il naturalista italiano denominò nell'Ottocento la famiglia Drosophilidae.
La complessità delle relazioni filogenetiche nell'ambito di questo gruppo e alla base di un'ulteriore suddivisione della sottotribù in due taxa appartenenti ancora al gruppo delle famiglie (Family group), collocati al rango di infratribù
- Sottotribù Drosophilina
  - Infratribù Drosophiliti
  - Infratribù Laccodrosophiliti

Nel complesso, la tribù dei Drosophilini riunisce 36 generi, di cui uno estinto. La maggior parte dei generi è compresa nei Drosophiliti, con oltre 3000 specie, mentre due soli generi, con dieci specie, sono classificati nei Laccodrosophiliti:
- Infratribù Drosophiliti (Drosophilinae: Drosophilini: Drosophilina):
  - Bialba Bock, 1989: 1 specie.
  - Calodrosophila Wheeler & Takada, 1964: 1 specie.
  - Celidosoma Hardy, 1965: 1 specie
  - Chymomyza Czerny, 1903: 56 specie.
  - Dettopsomyia Lamb, 1914: 15 specie.
  - Dichaetophora Duda, 1940: circa 60 specie.
  - Dicladochaeta Malloch, 1932: 1 specie.
  - Drosophila Fallén, 1823: presumibilmente, allo stato attuale, circa 1150.
  - Hirtodrosophila Duda, 1923: circa 160 specie.
  - Hypselothyrea Meijere, 1906: 30 specie.
  - Idiomyia Grimshaw, 1901: circa 420 specie.
  - Jeannelopsis Seguy, 1938: 3 specie.
  - Liodrosophila Duda, 1922: 64 specie.
  - Lissocephala Malloch, 1929: 32 specie.
  - Lordiphosa Basden, 1961: circa 60 specie.
  - Marquesia Malloch, 1932: 2 specie.
  - Microdrosophila Malloch, 1921: 77 specie.
  - Mulgravea Bock, 1982: 130 specie.
  - Neotanygastrella Duda, 1925: 18 specie.
  - Paraliodrosophila Duda, 1925: 5 specie.
  - Paramycodrosophila Duda, 1924: 16 specie.
  - Phorticella Duda, 1923: 12 specie.
  - Poliocephala Bock, 1989: 1 specie.
  - Protochymomyza Grimaldi, 1987 (estinto): 1 specie fossile.
  - Samoaia Malloch, 1934: 7 specie.
  - Scaptodrosophila Duda, 1923: circa 280 specie.
  - Scaptomyza Hardy, 1849: circa 260 specie.
  - Sphaerogastrella Duda, 1922: 10 specie.
  - Styloptera Duda, 1924: 10 specie.
  - Tambourella Wheeler, 1957: 3 specie.
  - Zaprionus Coquillett, 1901: circa 60 specie.
  - Zaropunis Tsacas, 1990: 1 specie.
  - Zygothrica Wiedemann, 1830: circa 130 specie.
- Infratribù Laccodrosophiliti (Drosophilinae: Drosophilini: Drosophilina):
  - Laccodrosophila Duda, 1927: 5 specie.
  - Zapriothrica Wheeler, 1956: 5 specie.